# Arnold van Keppel, 1.º Conde de Albemarle
Arnold Joost van Keppel, 1.º Conde de Albemarle KG, e Lorde de De Voorst em Guelders (Guéldria) (Zutphen, 30 de janeiro de 1670 — 's-Hertogenbosch, 30 de maio de 1718) foi um nobre e militar neerlandês. Foi o favorito de Guilherme III de Orange, futuro rei da Inglaterra, Escócia e Irlanda.

## Biografia
Arnold Joost van Keppel nasceu na República dos Países Baixos em 1670 e era filho de Oswald van Keppel e de sua esposa Anna Geertruid van Lintelo. Era um dos herdeiros de uma antiga e nobre família da Guéldria, e 12º na linha de sucessão de Walter van Keppel, vivendo em 1179. Alcançou fama e riqueza como braço-direito de Guilherme III de Orange. Tornou-se pajem de honra de Guilherme III, em sua adolescência, possivelmente já em 1685. Keppel acompanhou Guilherme até a Inglaterra, por ocasião da revolução de 1688.
A relação do rei com Keppel intensificou-se em 1692, quando este começou a receber doações de terras do rei. Tornou-se Groom of the Bedchamber e Master of the Robes em 1695. Em 1696, recebeu os títulos de Visconde Bury, em Lancashire, e de Barão Ashford, de Ashford, Kent. Em 10 de fevereiro de 1697, Guilherme fez de  van Keppel o Conde de Albemarle. Em 1699, foi premiado com o comando da primeira tropa de guardas granadeiros a cavalo.
Em 1700, Guilherme deu extensas terras a Albemarle na Irlanda, mas o Parlamento obrigou o rei a cancelar esta doação. Guilherme concedeu-lhe então cinquenta mil libras esterlinas. No mesmo ano, foi homenageado com o título de Cavaleiro da Jarreteira. Serviu tanto com as tropas inglesas, quanto com as neerlandesas, foi major-general em 1697, coronel de vários regimentos e governador de 's-Hertogenbosch.
Bonito e atraente, rivalizava com William Bentinck, 1º Conde de Portland, possuía plena confiança de Guilherme, e acompanhava-o por toda parte. A revolta de Bentinck foi tão evidente que os fofoqueiros da corte não tardaram em apelidá-lo de “velho cornudo”. Em fevereiro de 1702, Guilherme III, muito debilitado pela doença, enviou Albemarle para os Países Baixos a fim de organizar a próxima campanha, e só voltou a tempo de receber as últimas ordens de Guilherme no seu leito de morte, inclusive sendo encarregado de zelar pelos papéis privados do rei.
Após a morte de Guilherme III, que legou-lhe duzentos mil florins neerlandeses, e o senhorio de Brevost, Albemarle retornou aos Países Baixos, ocupou o seu lugar de nobre nos Estados Gerais, e tornou-se general da cavalaria no exército neerlandês. Uniu-se às forças dos aliados, em 1703, na Guerra da Sucessão Espanhola, esteve presente na batalha de Ramillies em 1706, e em Oudenaarde, em 1708, e distinguiu-se no cerco a Lille. Comandou o cerco a Aire em 1710, integrou a segunda linha de Marlborough, em 1711, e foi general das forças neerlandesas, em 1712, sendo derrotado em Denain, após a retirada de Ormonde e das forças inglesas e feito prisioneiro. Morreu em 30 de maio de 1718.

## Casamento e descendência
Albemarle casou com Geertruid Johanna Quirina, filha de Adam van der Duyn, com quem teve:
- Willem Anne van Keppel, 2.º Conde de Albemarle, que lhe sucedeu como 2.º Conde de Albemarle. Casou com a neta de Carlos II da Inglaterra, Anne Lennox;
- Sophia (1716-1773), casou com o general John Thomas.